# Nukumanu
Nukumanu és un atol de mida mitjana situat al sud-oest de l'oceà Pacífic a 4 graus de l'equador terrestre.

## Descripció
Administrativament Nukumanu és part de Papua Nova Guinea, però està lluny de la resta del país. La terra que està més a prop és l'atol d'Ontong Java, que pertany a l'estat de Salomó, que està a només 38 km al sud de Nukumanu.
El formen un anell de més de vint illots que estan només a menys d'un metre sobre el nivell del mar.

## Història
Comparteixen trets culturals amb els seus veïns d'Ontong Java.
Cap al final del segle xix Nukumanu va passar a ser part de l'Imperi colonial alemany. Va ser transferit a l'administració australina el 1914 després de la desfeta alemanya de la Primera Guerra Mundial.
Nukumanu va ser el darrer lloc on es va veure a l'aviadora Amelia Earhart abans que desaparegués en l'oceà.

## Economia
L'agricultura es basa en el taro, les bananes i els cocos. També hi ha pesca. e lagoon.

## Antropologia
La població de Nukumanu, malgrat estar a la Melanèsia, està formada per polinesis que migraren cap a l'oest des de la Polinèsia. El seu idioma també és polinesi del tipus Samoic.